# Chlupino (przystanek kolejowy)
Chlupino (ros. Хлюпино) – przystanek kolejowy w miejscowości Chlupino, w rejonie odincowskim, w obwodzie moskiewskim, w Rosji. Położony jest na linii Moskwa – Golicyno – Zwienigorod.